# Handel zagraniczny
Handel zagraniczny – odpłatna wymiana towarów lub usług z partnerami mającymi siedzibę poza granicami państwa. Stanowi pochodną międzynarodowego podziału pracy.
Handel zagraniczny w wąskim znaczeniu odnosi się jedynie do dóbr materialnych sprzedawanych za granicę lub kupowanych za granicą. W szerokim znaczeniu obejmuje obroty majątkowo-kredytowe oraz obroty bieżące, na które oprócz wymiany składają się zakup i sprzedaż za granicę usług, dóbr niematerialnych oraz zobowiązania wynikające z ruchu ludności poza granicę, utrzymywania placówek dyplomatycznych za granicą i inne.
Za szerokim ujęciem handlu zagranicznego przemawiają następujące argumenty:
- Daje to możliwość alternatywnych zastosowań posiadanych zasobów ekonomicznych danego państwa we wszystkich dziedzinach międzynarodowego podziału pracy.
- Dopiero po uwzględnieniu wszystkich elementów wymiany z zagranicą można dokładnie określić jej rolę w gospodarce państwa.
- Poszczególne elementy składowe całego obrotu gospodarczego są substytucyjne i komplementarne i są równorzędnymi źródłami wpływów dewizowych (dlatego powinny być rozpatrywane łącznie).